# Sclerurus mexicanus
El tirahojas mexicano (Sclerurus mexicanus), es una especie de ave paseriforme de la familia Furnariidae perteneciente al género Sclerurus. Es nativo del sur de México y de Centroamérica. Un grupo de cinco subespecies que anteriormente hacían parte del presente complejo, fueron separadas en la especie Sclerurus obscurior.

## Nombres comunes
Aparte de tirahojas mexicano, también se le denomina hojarasquero gorgirrufo (en México, hojarasquero pecho rufo (en México), hojarasquero pecho canela (en México), tirahojas pechirrufo (en Costa Rica, raspahojas de garganta rufa, tirahojas gorgirojo (en Nicaragua), tirahojas gorguicastaño (en Panamá) o tirahojas mesoamericano.

## Distribución y hábitat
Se distribuye de forma discontinua desde el sur de México, por toda Centroamérica: Guatemala, Belice, Nicaragua, El Salvador, Honduras, Costa Rica, hasta el oriente de Panamá. Prefiere altitudes entre 700 y 2200 m.
Sus hábitats naturales son las selvas húmedas montanas, submontanas y de tierras bajas.

## Descripción
El tirahojas mexicano mide entre 15–17 cm de longitud y pesa entre 24-30 g. Es un ave mediana, ligeramente arredondada, de cola corta y de color pardo predominante. El color rufo de la garganta, pecho y rabadilla contrastan con el color pardo general. El pico es largo, esbelto y ligeramente curvado. Los juveniles son más apagados que los adultos, con estrías pálidas en las plumas del pecho. Los sexos se parecen, las hembras son de tamaño ligeramente menor. La subespecie nominal tiene el pico algo más largo y esbelto y el pecho de color rufo más brillante que la subespecie pullus.

## Comportamiento
El tirahojas mexicano suele encontrarse solo o en parejas. Son aves sedentarias, que normalmente se trasladan a saltitos por el suelo y son reacias a volar a no ser que se vean obligados. A menudo usa la cola como apoyo cuando se agarran a los troncos en descomposición, y por ello las puntas de sus réctrices se desgastan y antes de la muda queda únicamente parte del cañón.

### Alimentación
Esta especie vive en el suelo donde se alimenta de invertebrados que encuentra escarbando en la hojarasca, en el suelo húmedo o la madera podrida.

### Reproducción
Son monógamos y territoriales, con territorios de una 25 ha. Tienen una época de cría prolongada que difiere según las regiones. En Costa Rica va de diciembre a abril. El nido es pequeño y tiene forma de cuenco, realizado con ramitas y hojas ligeramente entrelazadas, que sitúa en una madriguera de unos 10 cm de diámetro y hasta 50 cm de profundidad, aunque a menudo es menos, escarbada en un banco de tierra o lugar similar. La puesta es de dos huevos blancos, sin marcas.

### Vocalización
El canto del tirahojas mexicano consiste en una serie de tres a nueve notas descendientes bastante largas, como silbidos arrastrados «psiir!-psiir-psiir-psiir-psiir». Algunas poblaciones tienen cantos ligeramente diferentes, la subespecie pullus produce series de agudos «squii» y susurros consistentes en «psir-psir-psir-psi-psi»
La llamada de alarma consiste de una notas aguda y explosiva, por ej. «squiic» o «tsiít», típicamente repetida varias veces en intervalos irregulares. Si excitado emite una larga serie de cerca de una nota.

## Sistemática

### Descripción original
La especie S. mexicanus fue descrita por primera vez por el zoólogo británico Philip Lutley Sclater en 1857 bajo el mismo nombre científico;  la localidad tipo es: «Córdoba, Veracruz, sur de México».

### Etimología
El nombre genérico masculino «Sclerurus» se compone de las palabras del griego «σκληρος sklēros» que significa ‘rígido’, y «ουρα oura» que significa ‘cola’; y el nombre de la especie «mexicanus», proviene del latín y significa ‘de México’, en referencia a la localidad tipo.

### Taxonomía
Los trabajos de filogenia molecular de D’Horta et al. (2013) encontraron que el complejo Sclerurus mexicanus consistía de, por lo menos, dos especies, el «grupo mesoamericano» mexicanus (incluyendo pullus) , y el resto de las especies, o «grupo sudamericano», agrupadas en una especie separada: el tirahojas oscuro (Sclerurus obscurior). Adicionalmente, el mismo trabajo encontró evidencias de que al menos cuatro de las cinco subespecies sudamericanas: obscurior, peruvianus, andinus y macconnelli (incluyendo bahiae),  deberían ser tratadas como especies separadas debido a las fuertes diferencias genéticas y a pesar de ser aparentemente parapátricas. Un reciente trabajo de Cooper y Cuervo (2017) suministró evidencias vocales sugiriendo que S. mexicanus realmente consiste de múltiples especies. El Comité de Clasificación de Sudamérica (SACC) analizó la múltiple separación en la Propuesta N° 752, y aprobó la separación del «grupo obscurior» en la Parte I y rechazó la separación de cada una de las cuatro subespecies mencionadas, en la Parte IIb. En la misma propuesta, Parte IIa se recomienda también la separación de S. pullus.
Los análisis vocales en curso refuerzan los análisis genéticos, pero una revisión somera de las evidencias sugiere que solamente las subespecies mexicanus y pullus divergen fuertemente en la vocalización; pero, hasta ahora, no hay evidencias de caracteres morfométricos o de plumaje para soportar esta separación potencial. La subespecie propuesta S. m. certus Chubb, 1919 (de Guatemala) no se considera diagnosticable y se la incluye en la nominal.

### Subespecies
Según las clasificaciones del Congreso Ornitológico Internacional (IOC) y Clements Checklist/eBird v.2021 se reconocen dos subespecies, con su correspondiente distribución geográfica, y algunas características:
- Sclerurus mexicanus mexicanus P.L.Sclater, 1857 – sureste de México (Veracruz) hacia el sur hasta el norte de Nicaragua. Registrado por primera vez en El Salvador el 12 de junio de 1998, aunque no se ha confirmado la anidación allí.[15] No presenta ni tonos oscuros ni rojizos pronunciados, aunque presenta áreas rojizas y oscuras claramente definidas.
- Sclerurus mexicanus pullus Bangs, 1902 – colinas y altiplanos de Costa Rica y Panamá (hacia el este hasta Darién y San Blas). Tal vez haya sido registrada en el sur de Nicaragua. En general más oscuro y menos rojizo que mexicanus, pero con la garganta más clara y el obispillo con tonos rojizos intensos.